# Горбунов, Николай Иванович (Герой Советского Союза)
Горбунов Николай Иванович (1918—1944) — лётчик-истребитель, командир эскадрильи 31-го истребительного авиационного полка (295-й истребительной авиационной дивизии, 9-го смешанного авиационного корпуса, 17-й воздушной армии), капитан. Герой Советского Союза (1944).

## Биография
Родился в с. Нижний Студенец (Патриаршее), ныне Донское Задонского р-на Липецкой области. В 1938 году был призван в ряды Красной Армии. В 1939 году окончил Борисоглебскую военную авиационную школу пилотов.
С 1943 года участвовал в боях с немецко-фашистскими захватчиками на Юго-Западном и 3-м Украинском фронтах в составе 31-го истребительного авиаполка. На фронте был принят в партию.
Командир авиаэскадрильи капитан Горбунов отличился в боях за освобождение Украины. Отличный воздушный боец, к маю 1944 года он совершил 211 боевых вылетов, участвовал в 40 воздушных боях, показывая пример бесстрашия и героизма. В воздушных боях уничтожил 15 самолётов лично и 2 в группе.
Погиб 20 мая 1944 года в воздушном бою. Похоронен в посёлке Великая Михайловка Одесской области Украины.
Командир эскадрильи 31-го истребительного авиационного полка 295-й истребительной авиационной дивизии 9-го смешанного авиационного корпуса 17-й воздушной армии капитан Горбунов Николай Иванович Указом Президиума Верховного Совета СССР 2 августа 1944 года удостоен звания Герой Советского Союза. Золотая Звезда не вручена в связи с гибелью.

## Награды
Награждён орденами Ленина, Красного Знамени, Александра Невского (дважды).